# 弗卢尔-达罗萨
弗卢尔-达罗萨是葡萄牙波塔莱格雷区的一个堂区。总面积10.4平方公里，总人口328人，人口密度33.2人/平方公里。